# Begraafplaats van Bray-Dunes
De begraafplaats van Bray-Dunes is een gemeentelijke begraafplaats in de gemeente Bray-Dunes in het Franse Noorderdepartement. De begraafplaats ligt in het dorpscentrum, iets ten zuidoosten van de kerk. Het is de noordelijkste begraafplaats van Frankrijk.

## Britse oorlogsgraven
Op de begraafplaats bevinden zich enkele Britse militaire graven van gesneuvelden uit de Tweede Wereldoorlog. In het begin van de oorlog was Bray-Dunes een van de stranden vanwaar tijdens Operatie Dynamo Britse troepen werden geëvacueerd. De begraafplaats telt 8 geïdentificeerde Britse graven, verdeeld over een perk van zes en een perk van twee graven, in de noordwestelijke hoek van de begraafplaats. De graven worden onderhouden door de Commonwealth War Graves Commission. In de CWGC-registers is de begraafplaats opgenomen als Bray-Dunes Communal Cemetery.